# Никкам, Кристиан
Кристиан Никкам (англ. Christian Niccum, 27 января 1978, Миннеаполис, Миннесота) — американский саночник, выступающий за сборную США с 1998 года. Участник трёх зимних Олимпийских игр, многократный призёр национального первенства.

## Биография
Кристиан Никкам родился 27 января 1978 года в городе Миннеаполис, штат Миннесота. Активно заниматься санным спортом начал в возрасте двенадцати лет, в 1998 году прошёл отбор в национальную сборную и стал принимать участие в различных международных соревнованиях. В сезоне 2002/03 дебютировал на Кубке мира, заняв в общем зачёте четырнадцатое место, кроме того, впервые поучаствовал в заездах взрослого чемпионата мира, показав на трассе в латвийской Сигулде двенадцатое время. Первое время выступал сразу в двух дисциплинах, как в одноместных санях, так и двухместных, например, в следующем году на Кубке мира занял одиннадцатую позицию в мужском одиночном разряде, восемнадцатое в парном и тридцать первое среди смешанных команд.
На чемпионате мира 2004 года в японском Нагано Никкам был двенадцатым, тогда как в кубковом зачёте занял пятнадцатое и двадцать третье места в одиночках и двойках соответственно. В 2005 году на домашнем мировом первенстве в Парк-Сити пришёл к финишу девятым среди саночников-одиночников и закрыл двадцатку на двухместных санях. После окончания всех кубковых этапов расположился в мировом рейтинге сильнейших саночников на пятнадцатой позиции в одиночном разряде и на двадцать третьей в парном. Благодаря череде удачных выступлений удостоился права защищать честь страны на зимних Олимпийских играх 2006 года в Турине, однако показал там лишь двадцать третий результат.
Начиная с сезона 2007/08 Кристиан Никкам решил отказаться от одноместных саней и сконцентрировал все свои усилия на двухместных, где выступал в паре с Дэном Джойи. Решение оказалось удачным, поскольку результаты впоследствии резко пошли вверх. Так, на чемпионате мира 2008 года в немецком Оберхофе он финишировал шестым, а в общем зачёте Кубка мира расположился на восьмом месте. В 2009 году на домашнем мировом первенстве в Лейк-Плэсиде повторил достижение прошлого года — вновь шестая позиция, и в кубковом зачёте оказался тринадцатым. Ездил соревноваться на Олимпийские игры 2010 года в Ванкувер, где сумел добраться до шестого места мужского парного разряда, то же шестое место имел в рейтинге сильнейших саночников мира на конец сезона.
В 2011 году на мировом первенстве в итальянской Чезане, где выступал уже в паре с Джейсоном Тердиманом, был одиннадцатым, при этом кубковый цикл окончил на десятой строке общего зачёта. На чемпионате мира 2012 года в немецком Альтенберге снова показал одиннадцатое время, в рейтинге Кубка мира по очкам дошёл до седьмой позиции. В 2014 году Никкам побывал на Олимпийских играх в Сочи, где финишировал одиннадцатым в мужской парной программе и стал шестым в смешанной эстафете.